# Edouard Frère

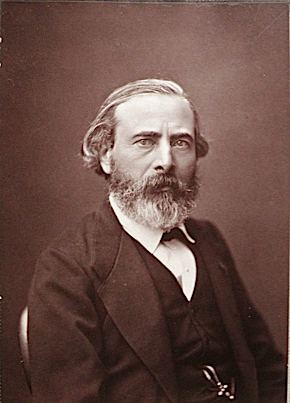
Pierre Édouard Frère (1877)

Pierre Édouard Frère (* 10. Januar 1819 in Paris; † 20. Mai 1886 in Écouen, Département Seine-et-Oise) war ein französischer Genremaler, Lithograf und Radierer.

## Leben
Frère war ein jüngerer Bruder des Orientmalers Théodore Frère. Er trat 1836 im Alter von 17 Jahren in die Pariser École des Beaux-Arts und wurde Schüler von Paul Delaroche. Er debütierte 1843 im Pariser Salon und erwarb sich als Genremaler bald einen bedeutenden Ruf. Er gründete die Künstlerkolonie Écouen. Er nahm in den Jahren 1842 bis 1885 fast alljährlich am Salon der Société des Artistes Français teil und beschickte von 1868 bis 1885 auch mehrmals die Ausstellungen der Royal Academy of Arts in London. Frére kam, auf seiner Suche nach einem passenden und erschwinglichen Wohnort, eher zufällig nach Écouen. Damals war ein junger Kunststudent, der die gerade die Akademie abgeschlossen hatte, und seinen Lebensunterhalt als Illustrator verdienen wollte. Er ließ sich um 1846/1847 dort nieder und verbrachte die letzten 40 Jahre seines Lebens in diesem Ort. Dort begann er bald die Kinder des Ortes zu porträtieren und verlegte sich mehr und mehr auf dieses Genre. Mit seinen liebenswürdigen Bildnissen, die häufig Anekdoten aus der Kinderwelt schilderten, hatte er insbesondere in England Erfolg und fand in dem Schriftsteller John Ruskin einen begeisterten Lobredner. Zahlreiche seiner Werke wurden von anderen Künstlern lithografisch reproduziert. Er selbst fertigte einige Lithografien und Radierungen für die Zeitschrift Veillees littèraires illustrées an.
Seine Frau überzeugte ihn, als er neunundzwanzig Jahre alt war, einige seiner kleinen Bilder aus dem Kinderleben im Pariser Salon auszustellen. Bereits vier Jahre später wurde eines seiner Werke mit eine Medaille prämiert. Und nachdem, er 1855 zum Ritter der Ehrenlegion ernannt worden war, kam der Kunsthändler Ernest Gambart zu ihm in sein Studio nach Écouen. Fortan hätte er es sich leisten können zu reisen, sein Studium fortzusetzen oder in die Stadt umzuziehen, aber er blieb in dem kleinen Ort, um dort weiterhin die einfachen Menschen zu porträtieren und das Spiel der Kinder im Bild festzuhalten. Frère zo bald mit seiner Familie in ein kleines Schloss inmitten eines ausgedehnten Parks um, in dem er ein großes Atelier eingerichtet hatte. Dort gab es auch eine Bibliothek, einen Salon, der eine Gemäldegalerie mit Werken anderer französischer Künstler, die ihm oder seiner Frau geschenkt worden waren. Andere Räume waren mit Bronzen, Aquarellen und schönen Möbeln ausgestattet. Neben den Kinderbildern begann er auch die ältere Bevölkerung zu porträtieren. So entstand auch das Bildnis der französisch Mére Cocotte ‚Mutter Cocotte‘.

„Seine Gegenstände sind meist dem Landleben und dem Leben der niederen Stände entnommen, insbesondere der Kinderwelt, die er in ihrem ganzen Treiben beobachtet hat und mit Wärme, Empfindung und Naivität zu schildern wusste.“

Zu seinen Schülern zählten Michel Arnoux, Henry Bacon, Pauline Élise Léonide Bourges (1838–1909), Léon Marie Constan Dansaert und andere. Seine hinterlassenen Werke wurden 1887 unter anderem bei Christie, Manson & Woods versteigert.
Frère war mit Gabrielle (geborene Bosquet; 1805–1889) verheiratet und hatte mit ihr einen Sohn Charles Edouard Frère, der am 18. Juli 1837 in Paris geboren wurde. Er wurde zunächst durch den Vater und später von den Malern Thomas Couture und Alexandre Defaux (1826–1900) unterrichtet. Er fertigte Genre-, Landschaftsbildern und Interieurs und starb am 3. November 1894.

## Werke (Auswahl)

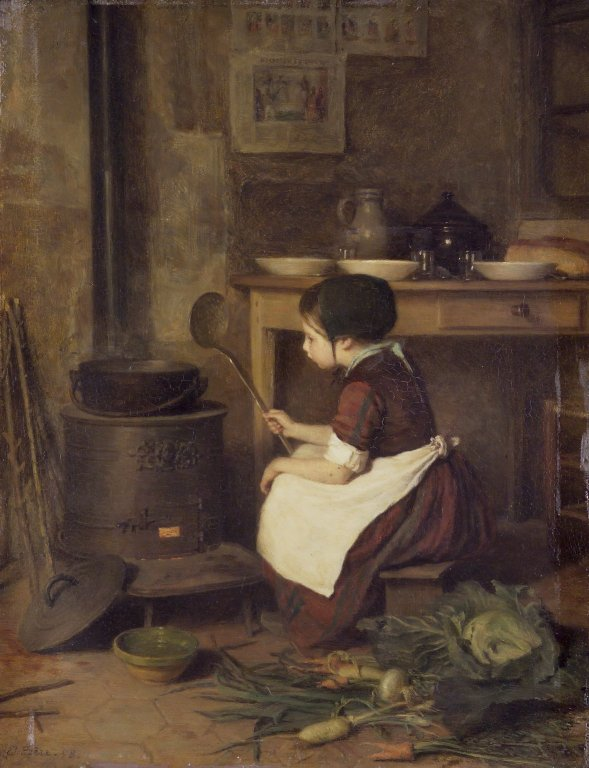
Die kleine Köchin, ca. 1858

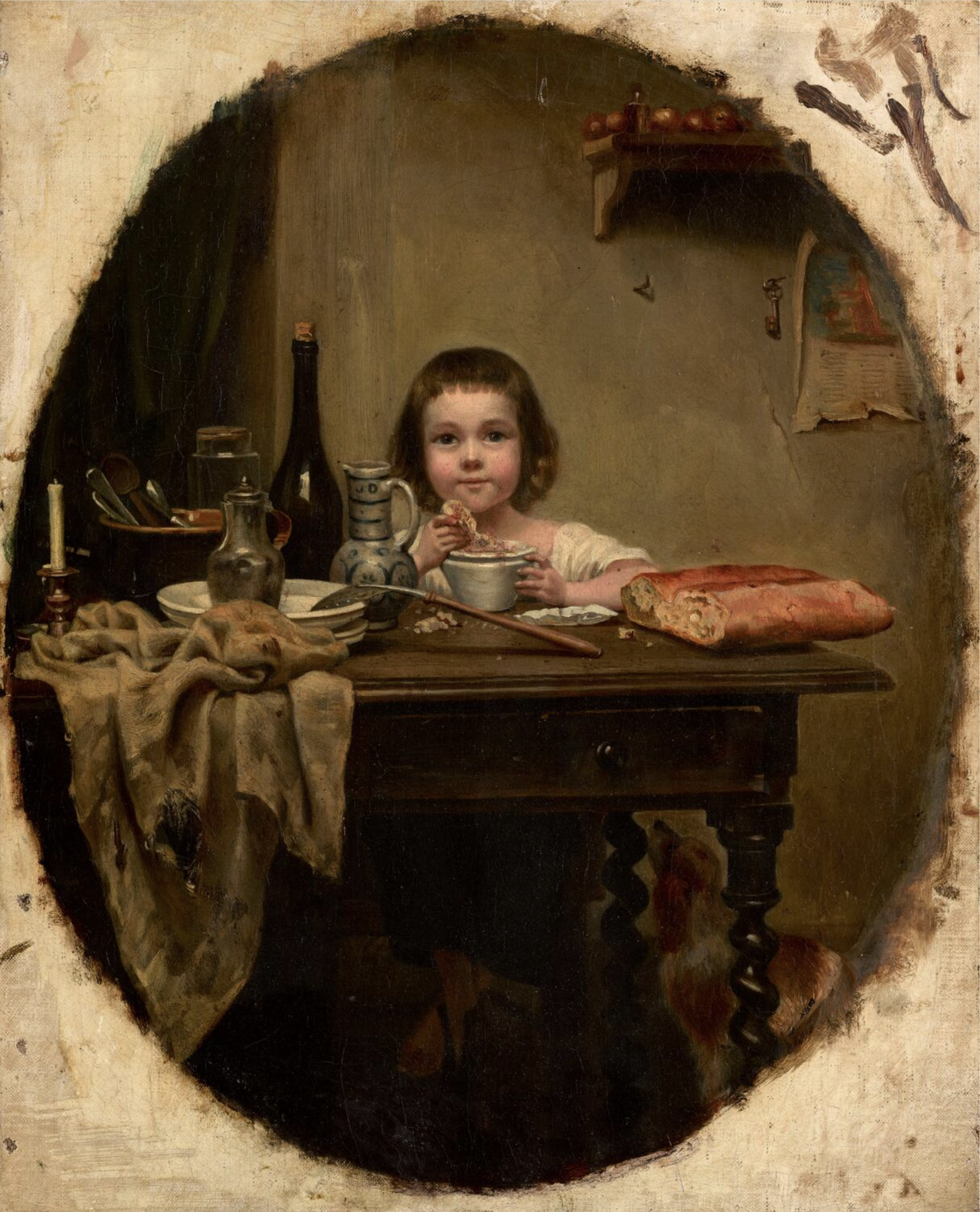
Der kleinen Gourmand, Porträt seines Sohnes

- 1843: Der kleinen Gourmand und Die kleinen Neugierigen
- 1844: Der Tausendkünstler
- 1846: Die Henne mit den goldenen Eiern
- 1855: Die kleine Lieferantin
- 1856: Die Ruhe, Die Sountagstoilette und Ausgang aus dem Bade
- 1858: Das Gebet und Die kleine Köchin
- 1861: Das Schneeballwerfen
- 1866: Mädchen in einer Nähschule zu Ecouen
- 1867: Das Tischgebet, Die ersten Schritte und Die Bibliothek
- Die Glitschbahn
- Interieur in Ecouen
- Gang zur Schule

Illustrationen
- Walter Scott: Ivanhoe; La fiancee de Triermain. J. Bry Ainé, Paris 1850.
- Walter Scott: Rob-Roy; Ballades et poesies. In: Veillees littèraires illustrées. Paris 1850, S. 16 ff.
- Walter Scott: L’Abbé. J. Bry Ainé, Paris 1851.
- Walter Scott: L’antiquaire. In: Veillees littèraires illustrées. Paris 1851, S. 5 ff.

## Auszeichnungen (Auswahl)
- Mehrere Medaillen bei unterschiedlichen Ausstellungen 3. Klasse 1851, 2. Klasse 1852, 3. Klasse 1855[7]
- 14. November 1855: Ritter der Ehrenlegion[8]